# Cécité nocturne congénitale stationnaire
La cécité nocturne congénitale stationnaire, également nommée syndrome d’Oguchi chez l'être humain, est une héméralopie congénitale non évolutive formant un handicap visuel en conditions nocturnes. Ce handicap existe aussi chez le cheval portant une version homozygote du complexe léopard.

## Histoire
Ce handicap est également nommé le « syndrome d’Oguchi », car il a été décrit pour la première fois chez un citoyen Japonais.

## Transmission
La cécité nocturne congénitale stationnaire se transmet génétiquement sur un mode autosomique récessif : chez l'être humain, le gène responsable est localisé en 2q37.1 et code l'arrestine.
Chez le cheval, la transmission de ce handicap s'effectue avec la forme homozygote du complexe léopard.